# Billy Cafaro
Luis María Cafaro, conocido como Billy Cafaro, a veces escrito erróneamente Billy Caffaro (Buenos Aires, Argentina, 1 de noviembre de 1936-4 de septiembre de 2021) fue un cantante de rock and roll argentino. Se trata de uno de los primeros cantantes de rock en Iberoamérica y que obtuvo un efímero éxito masivo a finales de los años cincuenta. En la actualidad, se le considera como uno de los pioneros del rock argentino y objeto de culto.

## Biografía
Luis María Billy Cafaro nació en el Pasaje Convención, en el barrio de Palermo de la ciudad de Buenos Aires, Argentina, el 1 de noviembre de 1936. Desde muy temprana edad dio muestras de un innato sentido artístico que le permitía retener con facilidad cualquier trozo musical. Al terminar sus estudios primarios, comenzó un curso de violín, instrumento que lo apasionaba. Sin embargo, sus padres, de modesta condición, entendieron que la música estaba lejos de constituir un seguro porvenir para su hijo, por lo que lo inscribieron en una escuela industrial.
Los estudios industriales no significaban para nada los deseos de Billy, que no podía dedicar a la música todo el tiempo que hubiera deseado. Esta situación duró cuatro años, justamente hasta el día que en lugar de ir a los exámenes de matemáticas abandonó el hogar para lanzarse a correr mundo. El episodio terminó con su detención por las autoridades de Paso de los Libres cuando pretendía cruzar la frontera sin documentos.
Devuelto a su domicilio en la Capital Federal, debió comenzar a trabajar paro ganarse el sustento. Mientras desempeñaba sus tareas diarias, surgió en él insensiblemente lo que había de ser su definitivo rumbo artístico: el canto. Entre el monótono lenguaje de las máquinas del taller, la voz de Cafaro se elevaba como un rebelde afán de evasión, como un impotente anhelo de una existencia más poética y más libre. 
Billy Cafaro falleció el 4 de septiembre de 2021. No se dio a conocer la causa de su deceso.

## Carrera artística
Billy Cafaro surgió en Radio El Mundo de Buenos Aires, en 1958, con dos grandes éxitos, una versión de Paul Anka, Pity, Pity (sin traducir y dando a entender que se trataba del nombre de una mujer), que vendió la extraordinaria cantidad de 300 000 copias
(La balsa vendería 250.000) y Personalidad, también hizo una versión del tema Marcianita que pertenece al cuarteto Chileno Los Flamingos. Billy Cafaro produjo la primera rockmanía por una estrella local. Las colas para entrar a la radio ubicada en Maipú 555, congestionaba todo el centro de la ciudad. Para realizar sus audiciones radiales, Cafaro llegaba en helicóptero hasta el obelisco.
 
Su popularidad fue fugaz, comenzando a decaer luego de grabar en castellano un rock italiano de Piero Trombetta llamado "Kriminal Tango", que provocó serios enfrentamientos con los simpatizantes del tango, lo que lo llevó a emigrar a España, donde no obtuvo el éxito esperado.
Volvió a la Argentina en 1963, actuando como invitado en el Club del Clan, pero sin mayor suceso. Entre 1965 y 1967 grabó algunos EP en España. Cafaro no logró obtener nunca más el éxito de sus primeros años, ni pudo volver a grabar, debido a lo cual sus fanes denunciaron que existía una conspiración de las compañías grabadoras en su contra.
Sufrió entonces serias restricciones económicas, viviendo precariamente como un «quijotesco linyera», como él mismo se denominó.
En 1973, grabó en Argentina un sencillo con dos temas de Dino Ramos, En el silencio azul y Un dios de arena. En 1989 volvió a aparecer grabando para EMI un casete titulado Pity Pity, con versiones de sus éxitos de los años sesenta y dos temas nuevos, el tango Cordón de Chico Novarro y Balada para dos soledades. Luego de eso Billy comenzó a realizar espectáculos nostálgicos y cantar también tangos y boleros.
En 2003, realizó presentaciones en el Dade County Auditorium de Miami con gran aceptación del público y actuó en Casinos, Bingos, Pubs, fiestas y eventos privados. Vivió en un pequeño barco en la costa norte del Gran Buenos Aires hasta que contrajo su segundo matrimonio, con una admiradora de sus años de grandes éxitos con la que se reencontró después de 35 años. Sigue en el norte del Gran Buenos Aires, pero ahora en un departamento en Beccar.
En el año 1998, grabó un álbum titulado Dos almas, un disco con clásicos bolerísticos para el sello Magenta y en 1999, la compañía discográfica Sony editó 20 grandes éxitos con sus temas de los periodo 1959 1961. En 2000 el sello español Rama Lama publicó en Disco compacto los primeros seis EPs que aparecieron en ese país. En 2006, completó la grabación de un CD con tangos, valses y candombe en tributo a sus primos Homero y Virgilio Expósito; Billy Cafaro con un tango en el bolsillo.

## Discografía en Argentina
- 1958: Pity Pity / Tú eres (simple).
- 1959: Bailando con Billy (EP).
- 1959: Bailando con Billy (LP).
- 1959: Kriminal tango / A tu lado (simple).
- 1960: Bésame Pepita (LP).
- 1960: OK Billy (LP).
- 1973: En el silencio azul / Un dios de arena (simple).
- 1989: Pity, Pity (casete).
- 1998: Dos almas
- 1999: 20 grandes éxitos
- 2006: Con un tango en el bolsillo